# Monument a Ramon Berenguer II Cap d'Estopes
El Monument a Ramon Berenguer II Cap d'Estopes és una obra de Sant Feliu de Buixalleu (Selva) inclosa a l'Inventari del Patrimoni Arquitectònic de Catalunya.

## Descripció
Monument dedicat a Ramon Berenguer II.
És una estructura rectangular i horitzontal realitzada amb pedra i rajola vidriada. Aquesta horitzontalitat però, queda estroncada per quatre fileres verticals i esgraonades en pedra que possiblement simbolitzin la senyera.
A la part dreta del monument hi ha representat el moment en què segons la veu popular Berenguer Ramon mata al seu germà. A més hi ha sues dates: 5-12-1086 i 5-12-1982., any de la mort de Ramon Berenguer II i any de construcció del monument.
Al llarg de tot el momument hi ha un arbre geneològic de la família i les cronologies dels esdeveniments importats ocurreguts durant la vida de Ramon Berenguer II.